# 短線腭竺魚
短線小天竺鯛（学名：Foa brachygramma），又名短線腭竺魚、大面側仔、大目側仔，为輻鰭魚綱鈎頭魚目天竺鯛科腭竺魚屬下的一个种，分布於印度太平洋區，從東非到夏威夷群島, 北至日本南部，南至密克羅尼西亞海域、半鹹水域，深度0至134公尺，本魚體延長呈橢圓形，體稍側扁，頭大、眼大、口大且斜裂，頜齒細小，鋤骨和腭骨通常具齒，舌上無齒，前鰓蓋骨邊緣光滑，體被弱櫛鱗，魚鱗具有狹窄的暗色邊緣，身體均勻分布棕色斑點，體兩側沒有深色條紋，背鰭2個，尾鰭截形，第二背鰭、臀鰭和尾鰭淺色，尾柄基部附近有兩個深色小斑點，背鰭硬棘9枚、背鰭軟條9枚、臀鰭硬棘2枚、臀鰭軟條8枚，體長可達6.4公分，棲息在海草生長茂密或沙石底質的水域，肉食性，以浮游生物或小型無脊椎動物為食，繁殖期時，雄魚具有口孵習性，卵約7日化成仔魚，由雄魚吐出，具短暫的仔魚飄浮期，生活習性不明，可做為觀賞魚。